# 魏了翁墓
魏了翁墓位於四川省成都市蒲江縣高橋鄉，文物遺址年代判定為宋。2002年12月27日公佈為四川省第六批省級文物保護單位。